# Тораномон (станция)
Станция Тораномон (яп. 虎ノ門駅 тораномон эки) —  расположена на границе специальных районов Минато и Тиёда в Токио, Япония. Она находится на линии Гиндза, которая является одной из основных линий метро в Токио. Станция обозначена номером G-07. Была открыта 18 ноября 1938 года. На станции установлены автоматические платформенные ворота.

## Окрестности станции
- Район правительственных зданий Касумигасэки
- Штаб-квартира компании Japan Post
- Штаб-квартира компании Willcom
- Штаб-квартира компании Japan Tobacco

## Планировка станции
Две платформы бокового типа и два пути.
| 1 | ○ Линия Гиндза | Акасака-Мицукэ ・ Сибуя   |
| 2 | ○ Линия Гиндза | Гиндза ・ Уэно ・ Асакуса |

## Близлежащие станции
| «             |  | Линия        |  | »       |
| ------------- |  | ------------ |  | ------- |
| Тамэикэ-Санно |  | Линия Гиндза |  | Симбаси |